# 南下浦町
南下浦町（みなみしたうらまち）とはかつて神奈川県三浦郡に存在した町で現在の三浦市南東部にあたる。
かつての南下浦町の範囲がそのまま南下浦町として地域名になっている。

## 概要
三浦半島南東部に位置し、北は横須賀市北下浦、西は三浦市初声町地域（旧三浦郡初声村）と三浦市三崎地域（旧三浦郡三崎町）、東は浦賀水道（金田湾）に面し、南は太平洋に面している。南下浦町上宮田、南下浦町菊名、南下浦町金田、南下浦町松輪、南下浦町毘沙門の5地区に分かれており、合計人口は16,864人。（2009年9月現在）
そのうち南下浦町上宮田は京急久里浜線三浦海岸駅があるため交通の便がよく三浦海岸があるなど観光地として知られる。また人口も他の4地区に比べると段違いに多い（10,765人）。これに対し、他の4地区には鉄道は通っておらず、交通機関は京浜急行バスの路線バスのみで交通の便が悪いため、人口が少ない。主な主力産業は農業、漁業である。南部の海岸には、ほぼ手つかずの自然が残っていてリアス式海岸や干潟が観察できる。

## 沿革
- 1889年（明治22年）4月1日 - 町村制施行に伴い、三浦郡金田村・上宮田村・菊名村・毘沙門村・松輪村が合併し、南下浦村が成立する。
- 1940年（昭和15年）4月1日 - 町制施行により、南下浦町となる。
- 1955年（昭和30年）4月1日 - 三浦郡三崎町・初声村と合併、同時に市制を施行し三浦市となる。

## 主な施設、名所

### 交通
- 京急久里浜線
  - 三浦海岸駅
- 国道134号
- 神奈川県道214号武上宮田線
- 神奈川県道215号上宮田金田三崎港線

### 行政・教育など
- 三浦市役所南下浦出張所
- 南下浦市民センター（2022年10月閉館[2]）
- 神奈川県警察三崎警察署 三浦海岸駅前交番
- 南下浦郵便局
- 三浦市立南下浦中学校
- 三浦市立旭小学校
- 三浦市立剣崎小学校
- 三浦市立上宮田小学校
- 三浦市立南下浦小学校

### 自然・観光
- 三浦海岸海水浴場
  - 金田海岸海水浴場
  - 三浦マホロバ温泉（マホロバマインズ三浦）
- 宮川公園（園内に設置された2基の風車が有名）
- 剱崎
  - 剱埼灯台
- 岩堂山
- 三浦義村の墓
- 毘沙門洞窟弥生時代住居阯群 （県指定史跡）
- 白浜毘沙門天
- 金田湾
  - 金田漁港
  - 金田海岸海水浴場
- 大浦海岸
  - 大浦海岸海水浴場
- 間口湾
  - 間口漁港
- 江奈湾
  - 横瀬島
- 毘沙門湾
  - 毘沙門漁港
- 宮川湾

## 南下浦町が舞台となった作品
- ヨコハマ買い出し紀行 - 芦奈野ひとし
- 月曜ドラマスペシャル  - 「三浦海岸魚河岸物語」 TBS（1991年）
- おとなの夏休み - 日本テレビ（2005年）

## ギャラリー

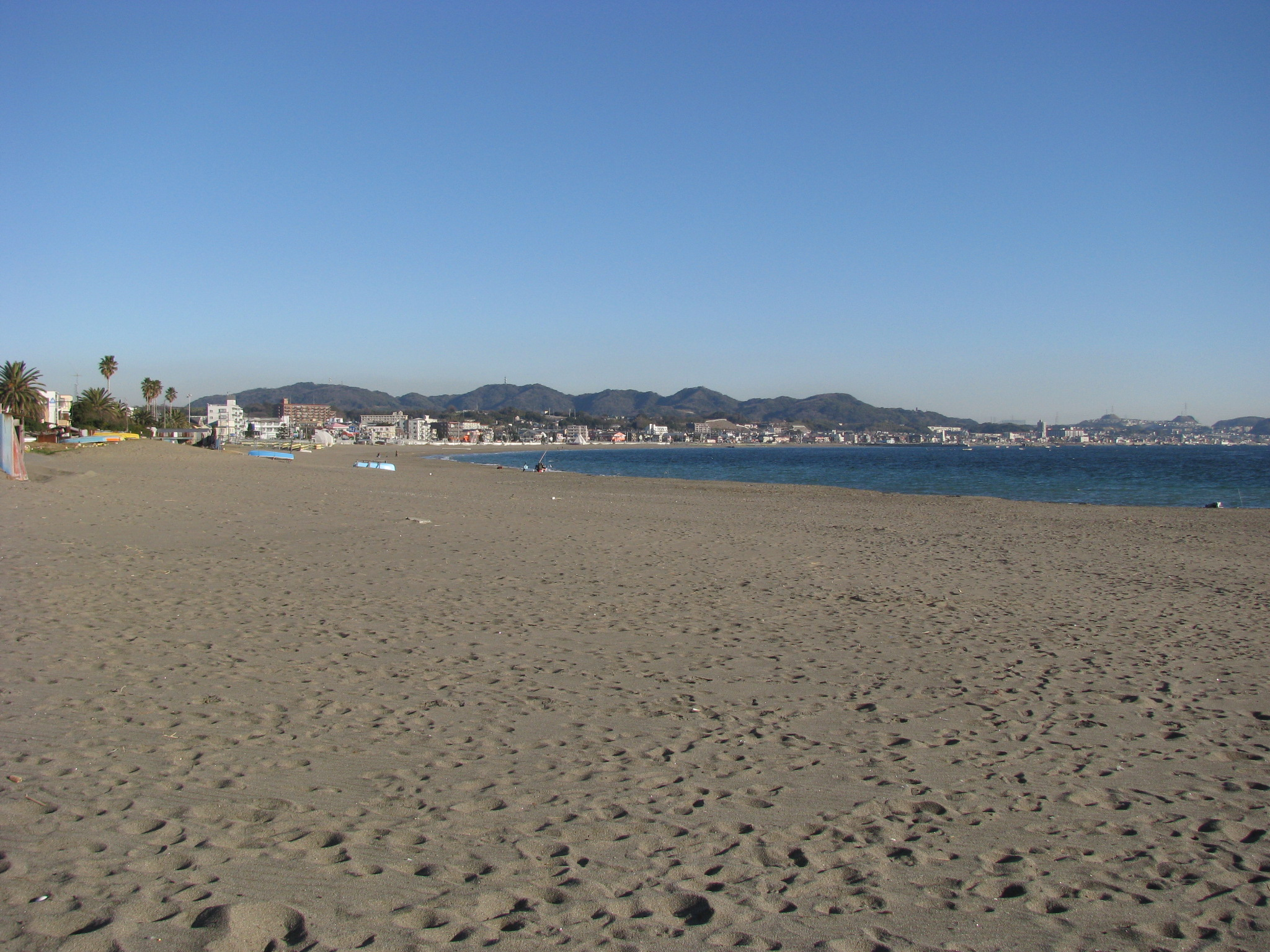
三浦海岸
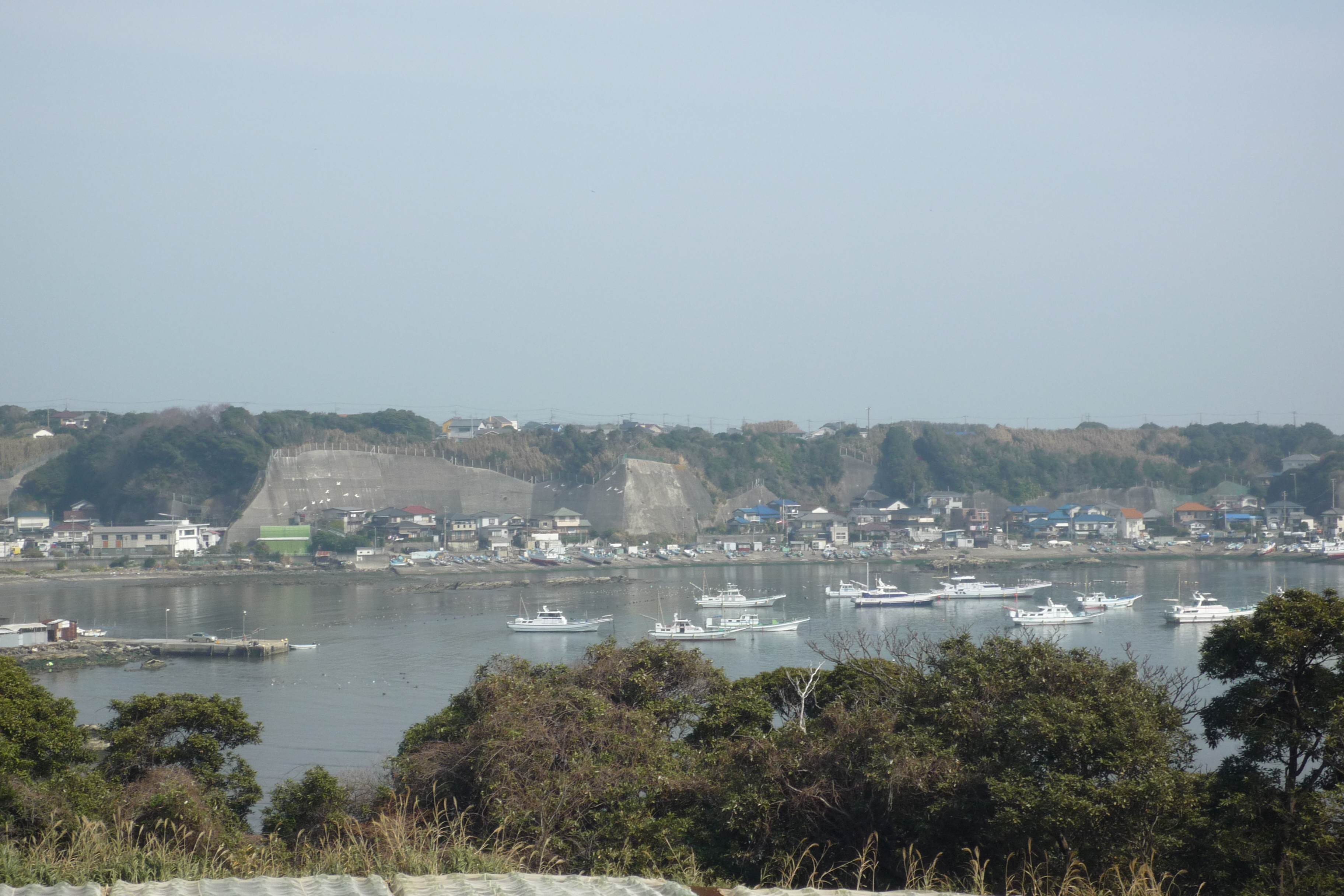
江奈湾
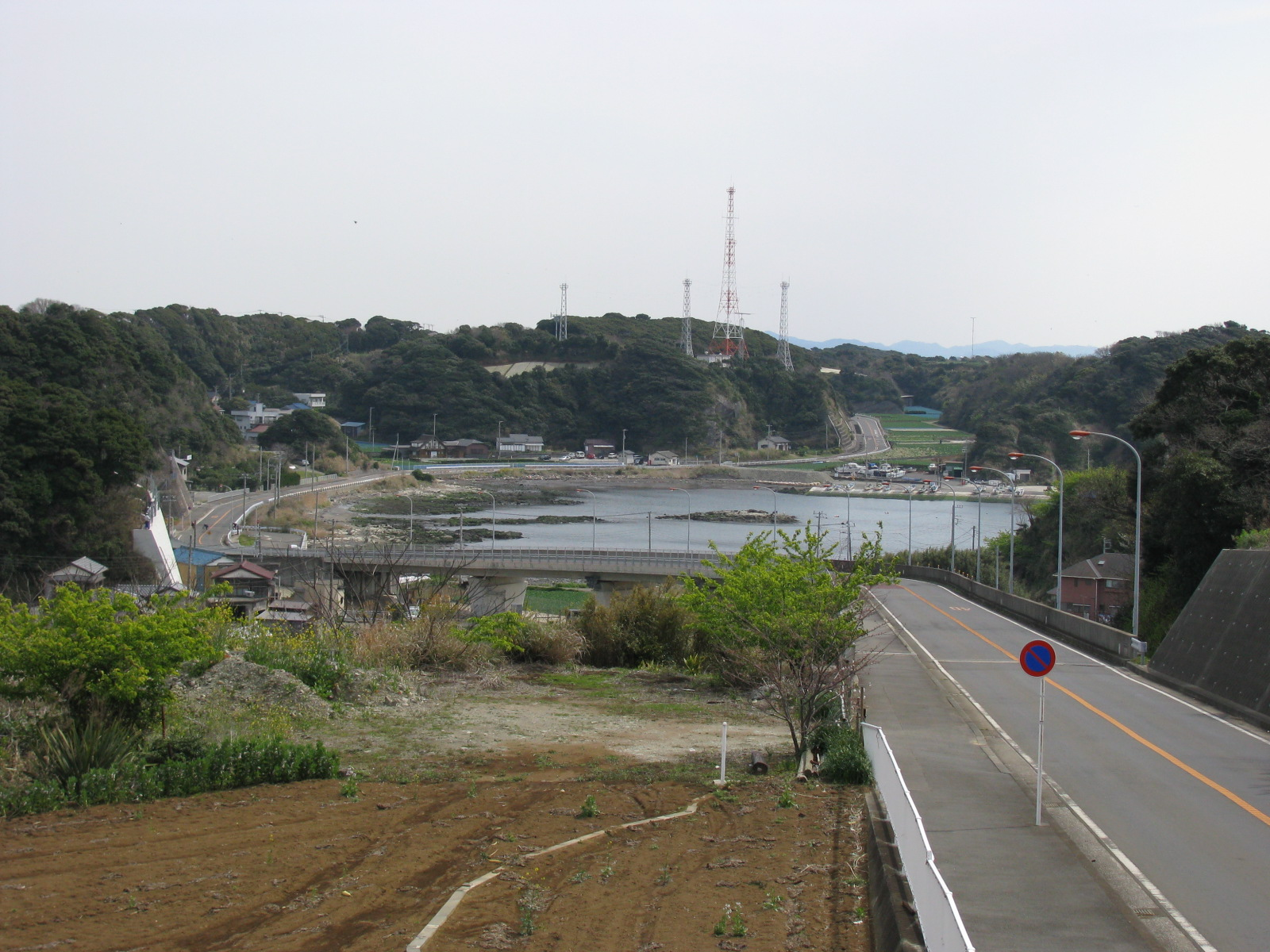
毘沙門湾
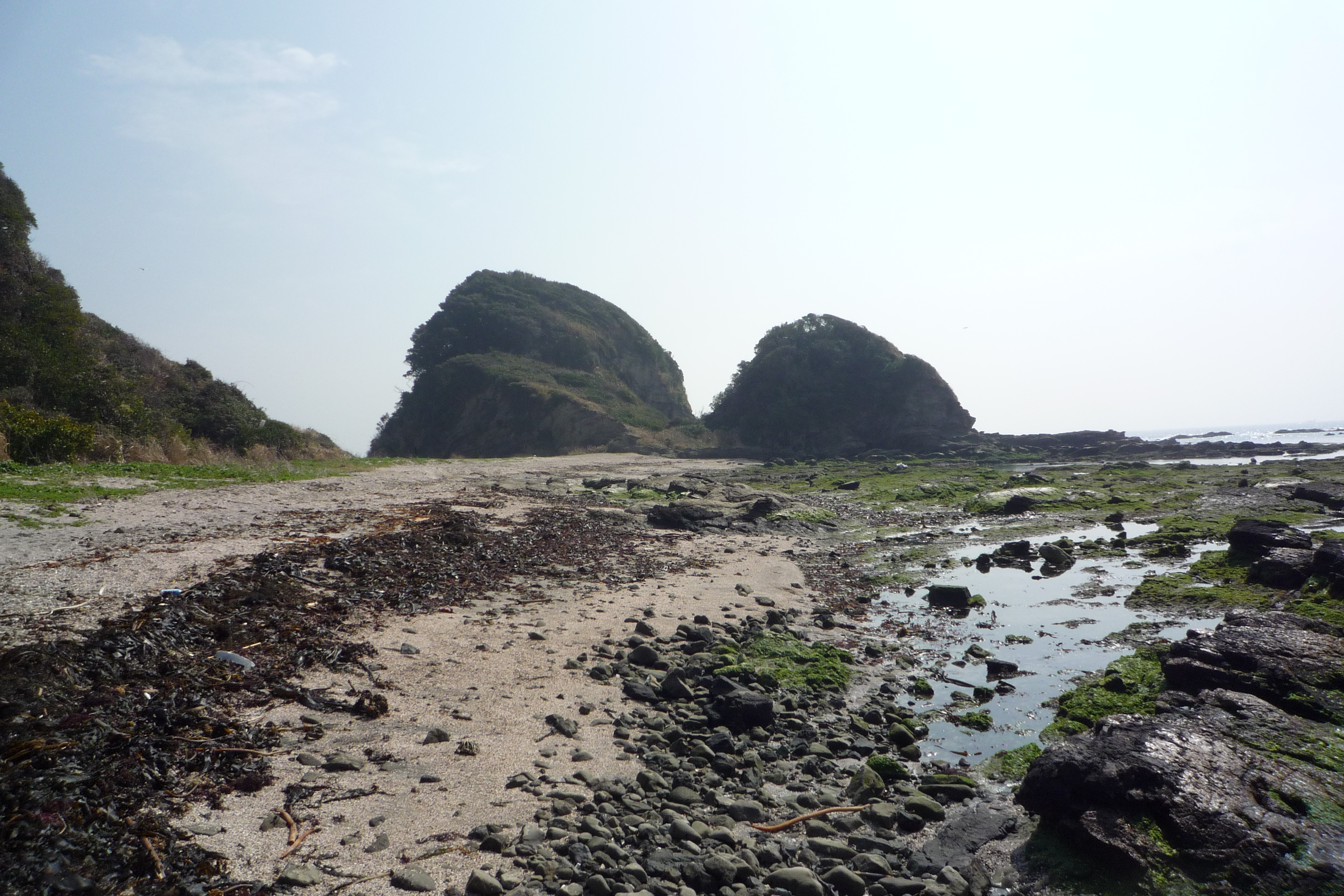
毘沙門湾海岸
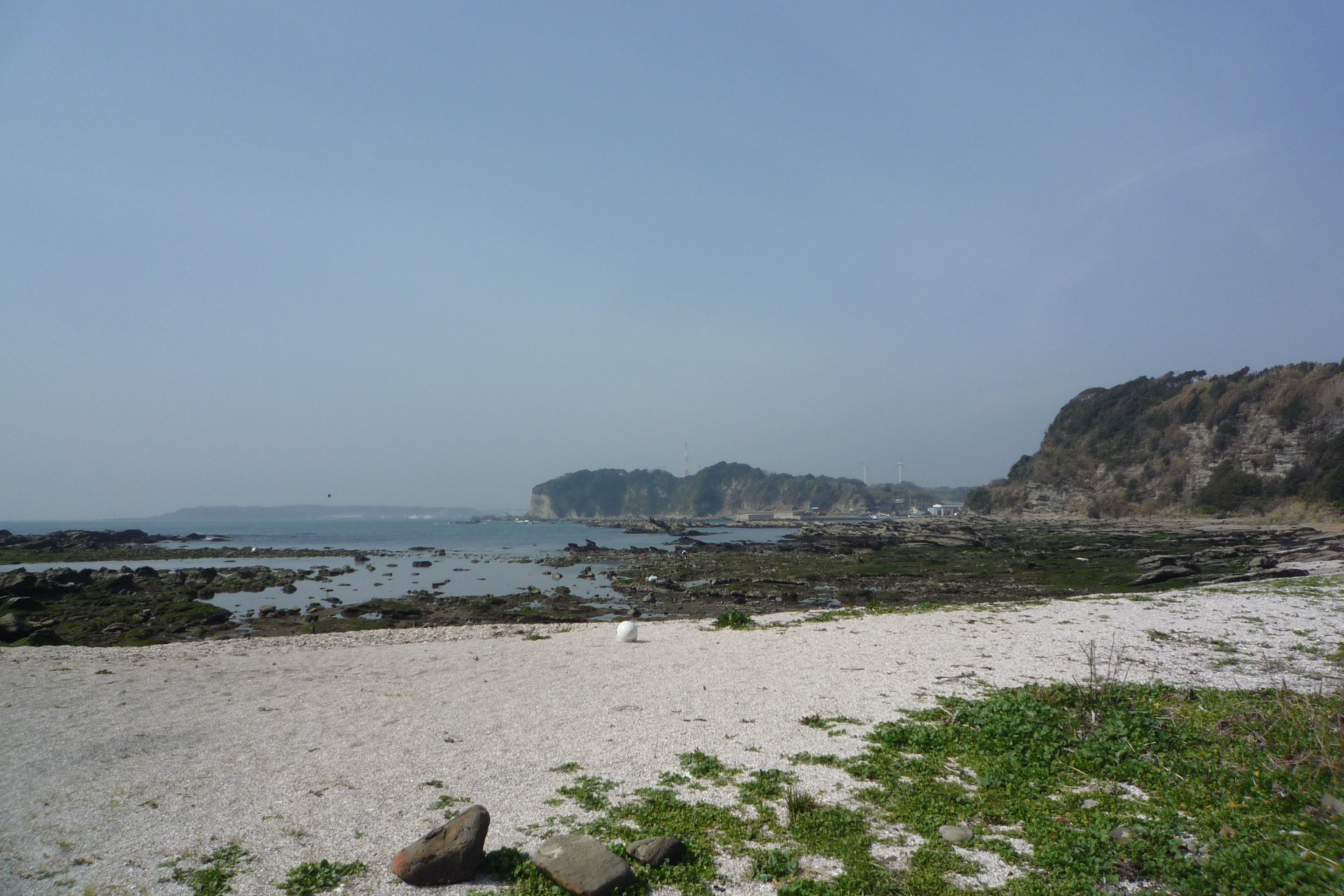
毘沙門湾海岸 2
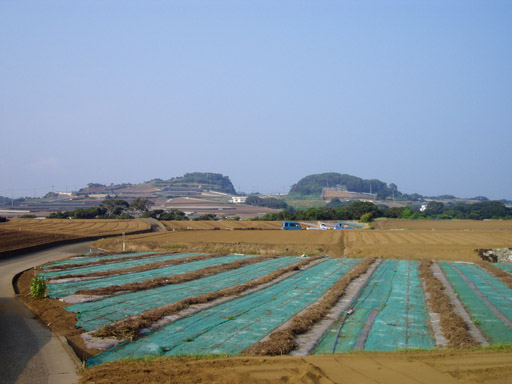
岩堂山
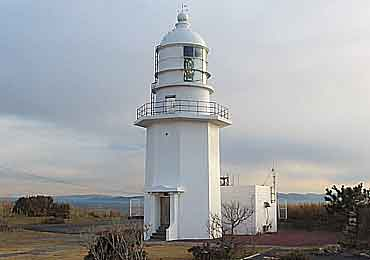
剱崎灯台
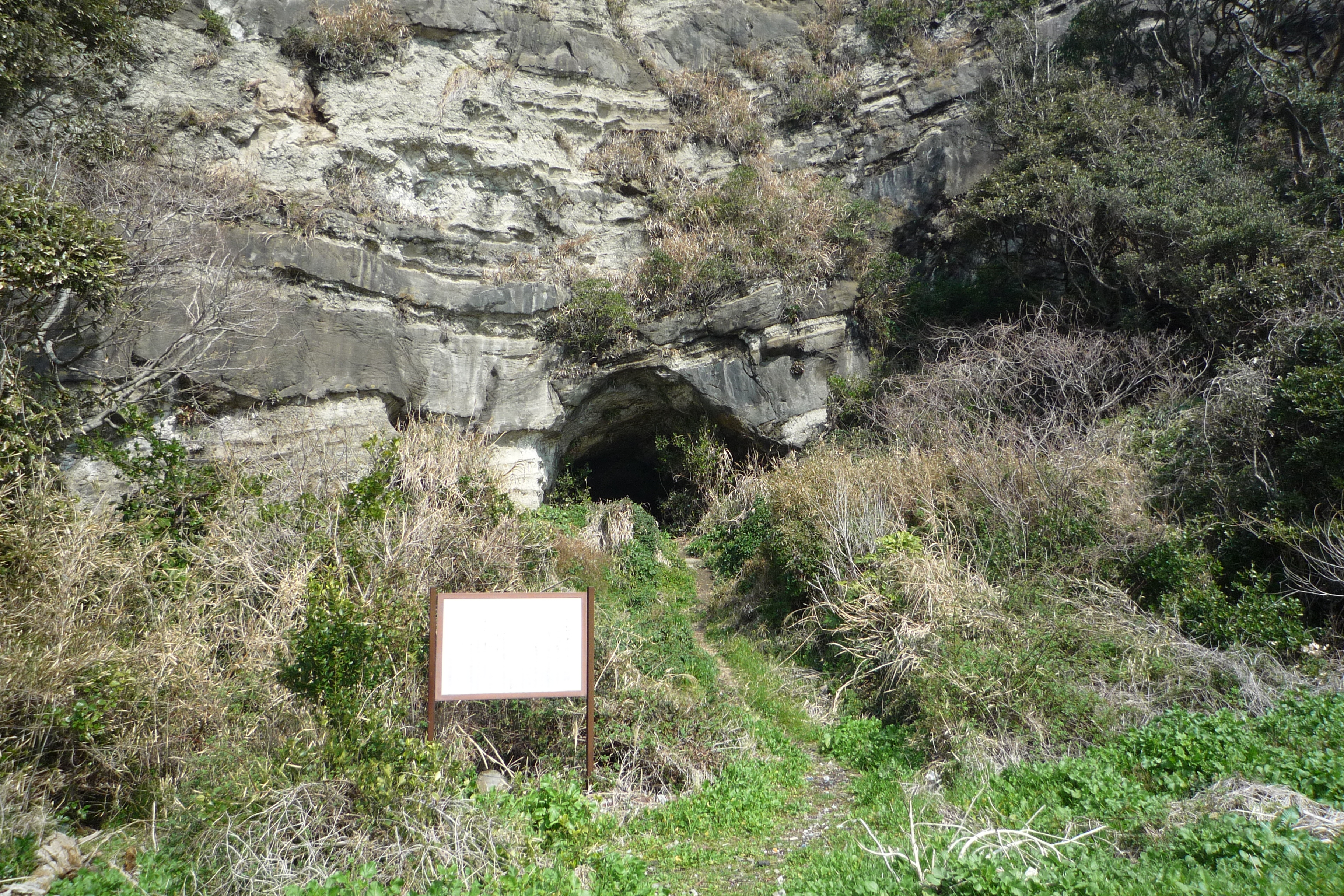
毘沙門洞窟弥生時代住居阯群
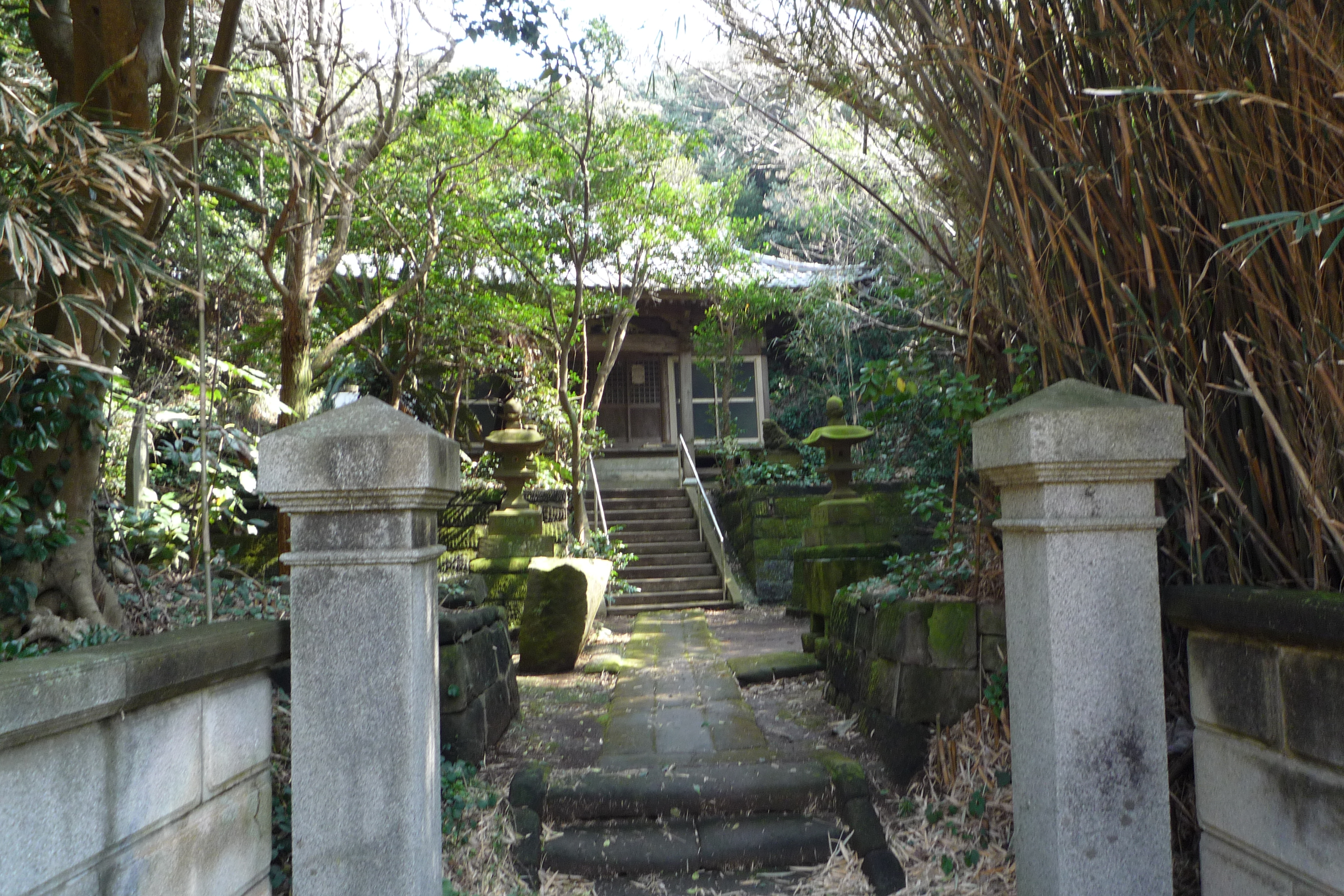
白浜毘沙門天
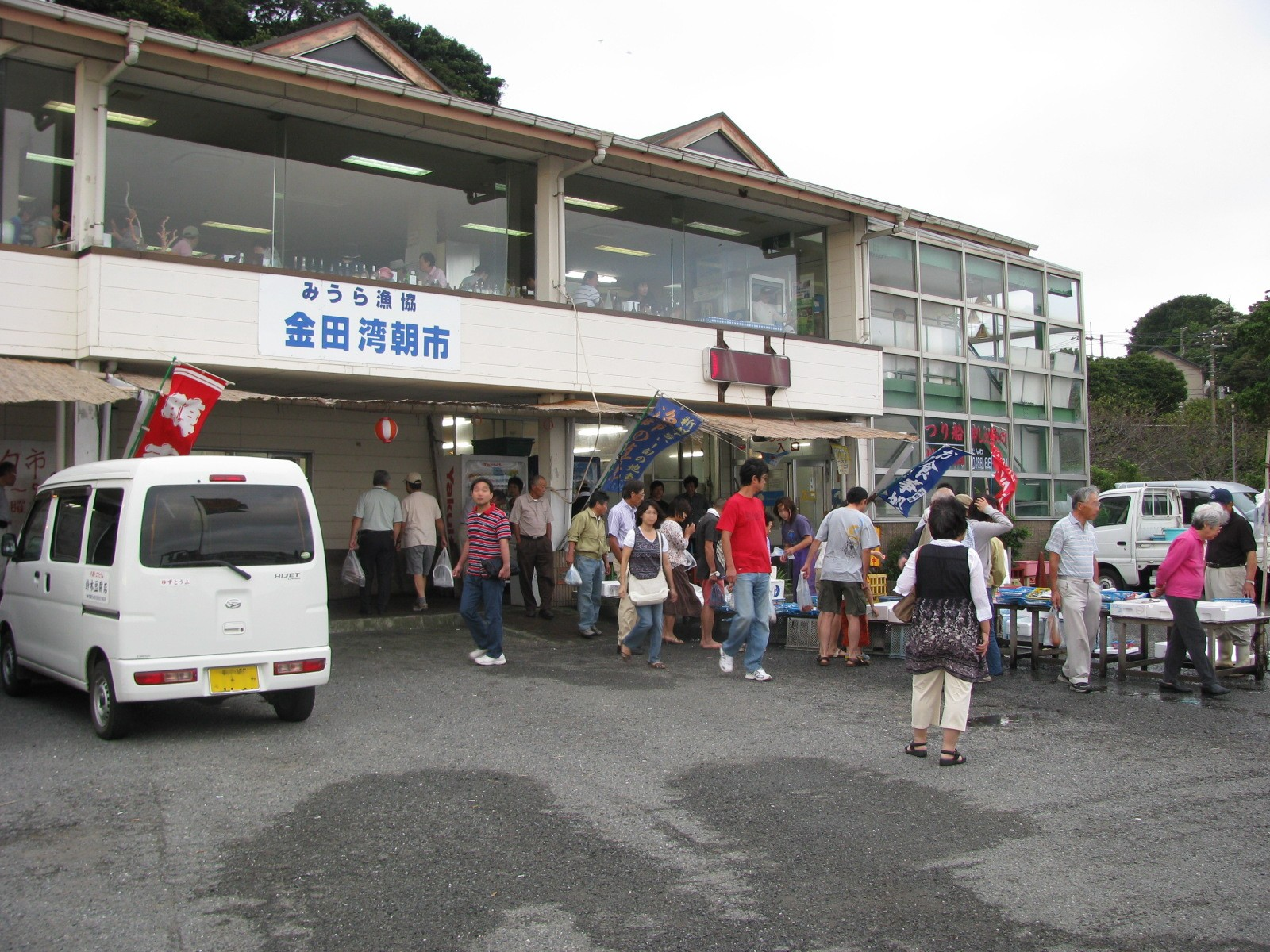
金田湾朝市
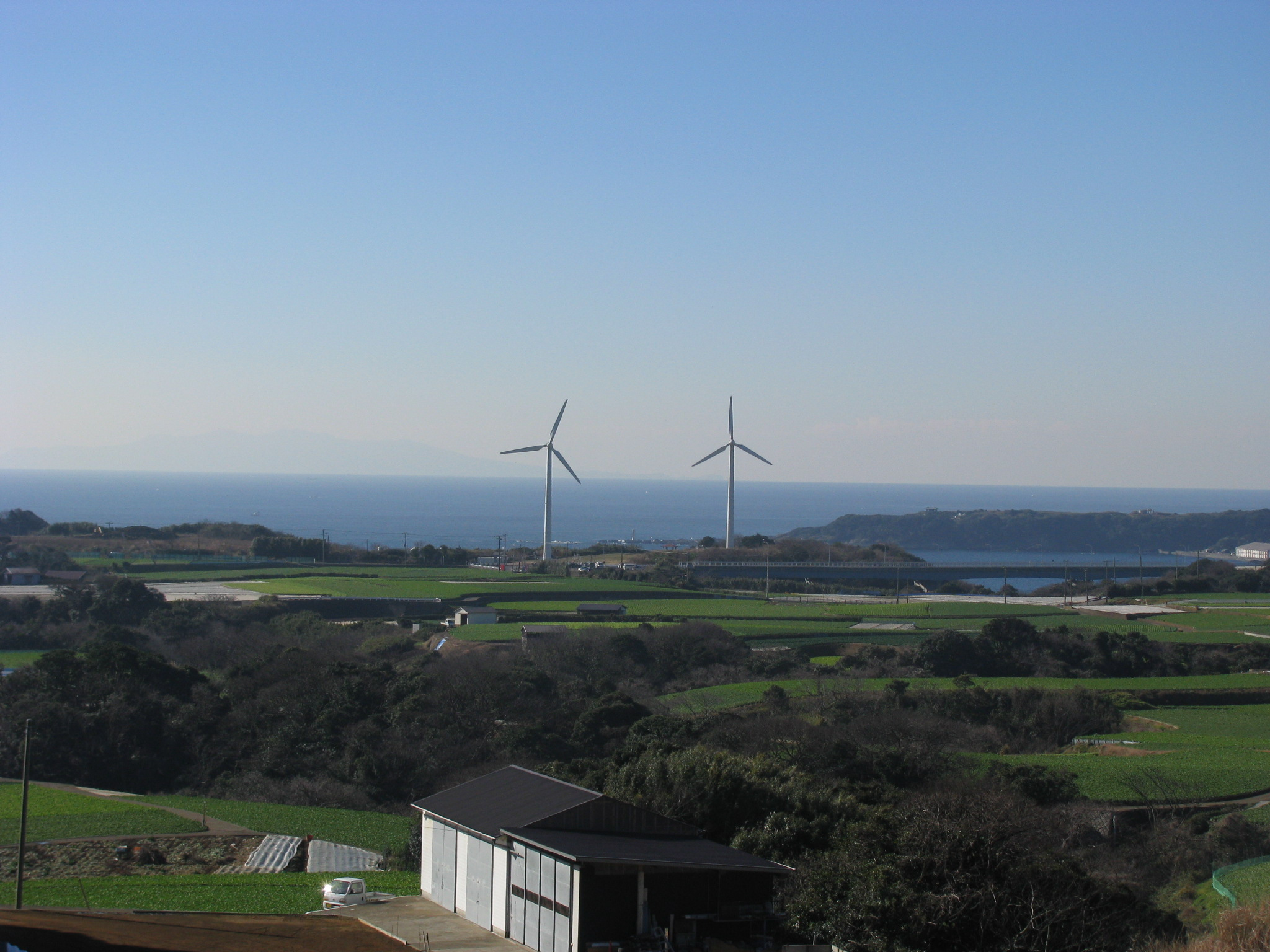
宮川公園の風車
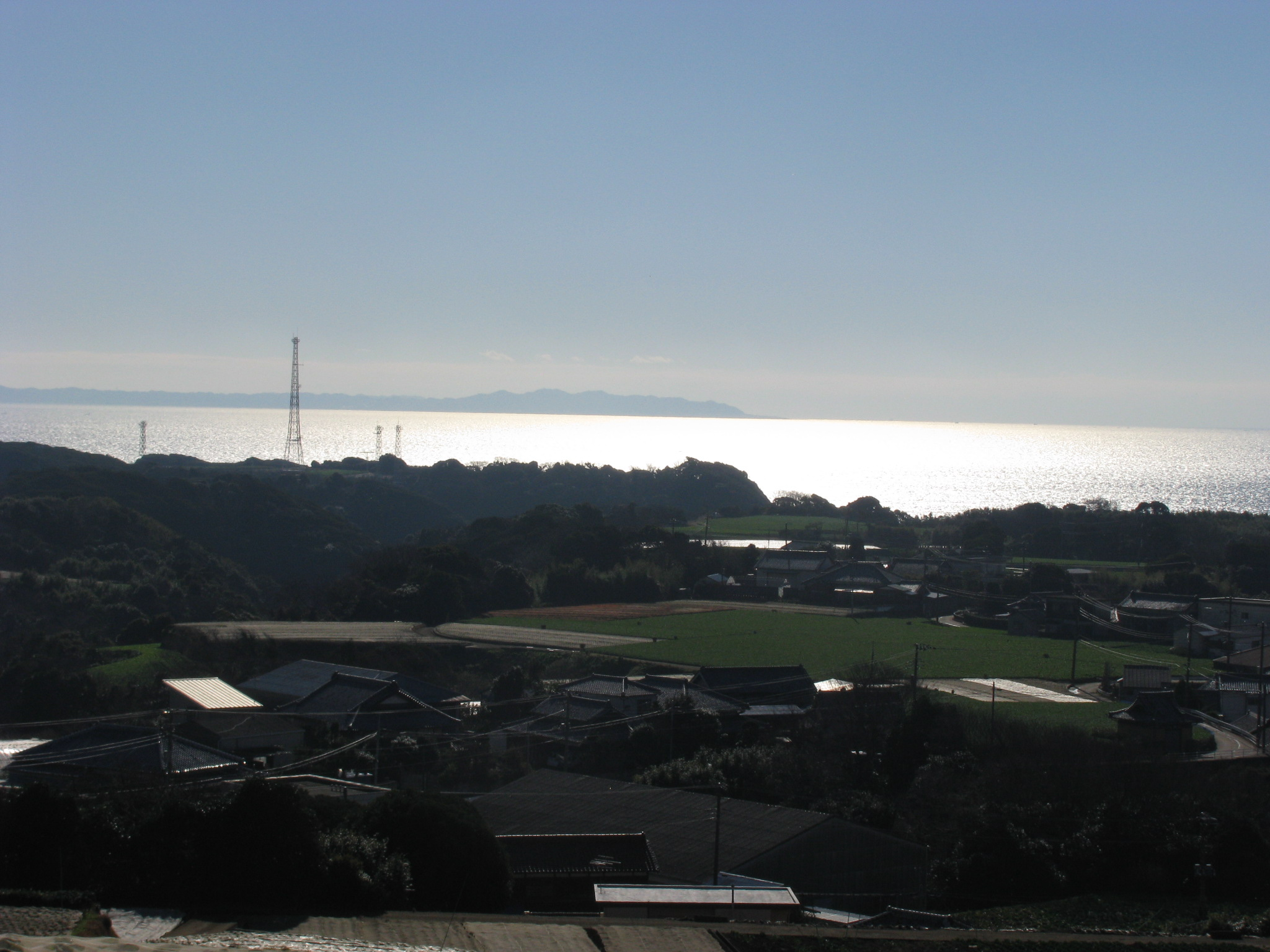
岩堂山の眺望